# Baldwin megye (Georgia)
Baldwin megye az Amerikai Egyesült Államokban, azon belül Georgia államban található. Megyeszékhelye és legnagyobb városa Milledgeville. Lakosainak száma 43 799 fő (2020. április 1.). Baldwin megye Putnam, Hancock, Washington, Wilkinson és Jones megyékkel határos.

## Népesség
A megye népességének változása:
| Lakosok száma | 45 602 | 44 987 | 46 373 | 46 039 | 45 459 | 43 799 |
|               | 2010   | 2011   | 2012   | 2013   | 2015   | 2020   |